# Апуримак (река)
Апуримак в долното течение Ене и Тамбо (на испански: Río Apurimac, Río Ene, Río Tambo) е река в Перу, лява съставяща на Укаяли (дясна съставяща на Амазонка). Дължината ѝ е 1030 km (заедно с Ене и Тамбо), а площта на водосборния басейн – 66 100 km² (19,58% от водосборния басейн на Укаяли).
Река Апуримак води началото си от малко планинско езеро, разположено на 4710 m н.в., на източния склон на Западните Перуански Кордилери. В горното и средното си течение (дължина 690 km) под името Апуримак тече в северозападна посока в дълбока и тясна планинска долина, с бурно течение и множество прагове. След устието на левия си приток Мантаро продължава в северозападна посока, но вече под името Ене (181 km). В този участък долината ѝ се разширява и тече между Централните Перуански Кордилери и Кордилера Вилкабамба (съставна част на Източните Перуански Кордилери). След устието на левия си приток Перене рязко завива на изток, а след около 80 km – на север и в този последен, най-долен участък (159 km) носи името Тамбо. Под това име чрез дълбоки и тесни дефилета преодолява Източните Перуански Кордилери и при град Аталая, на 208 m н.в. се съединява с идващата отдясно река Урубамба и двете заедно дават началото на река Укаяли (дясна съставяща на Амазонка).
Основни притоци: леви – Велиле (195 km), Пачачака (210 km), Пампас (434 km), Санто Томас (150 km), Мантаро (724 km, най-голям приток), Перене (4165 km); десни – Рио Саладо, Хорнилос. Река Апуримак има предимно дъждовно подхранване, с ясно изразено пълноводие през лятото (от декември до февруари). Средният годишен отток в устието е 1050 m³/s. Въпреки многоводието си река Апуримак не е плавателна, поради множеството бързеи и прагове, а долината ѝ е слабо населена. Най-голямото селище по течението ѝ е град Пуерто Праго (при устието на река Перене.